# Opłakiwanie Chrystusa (fresk Giotta)

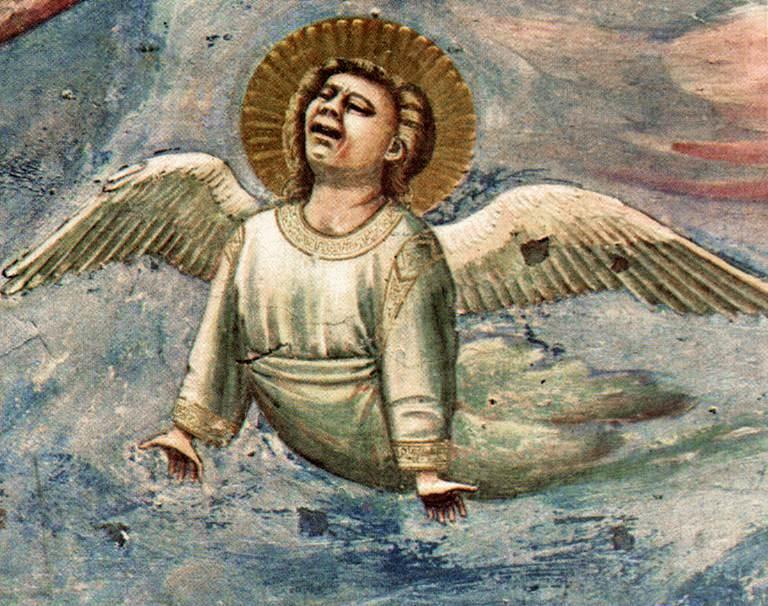
Rozpaczający Anioł - fragment

Opłakiwanie Chrystusa – fresk autorstwa Giotto di Bondone namalowany ok. 1305 roku dla kaplicy Scrovegnich w Padwie.
Jeden z 40 fresków namalowanych przez Giotta w kaplicy Scrovegnich należący do cyklu scen przedstawiających życie Joachima i Anny, rodziców Marii oraz Chrystusa.

Temat opłakiwania zmarłego Chrystusa zaczerpnięty z Nowego Testamentu był kolejnym po motywie zdjęcia z krzyża najczęściej przedstawianym epizodem z życia i męczeńskiej śmierci Chrystusa. Według przyjętej wersji wokół ciała zmarłego pozostało siedem osób – Jan Ewangelista, Józef z Arymatei, Nikodem, Maria Magdalena oraz Maria z Nazaretu (matka Jezusa) i jej dwie siostry: Maria Kleofasowa i Maria Salome. Giotto nie odszedł od tej tradycji dodając jednak do sceny kilka dodatkowych postaci. Centrum fresku stanowi Maria trzymająca na kolanach zmarłego Chrystusa. Wszystkie inne postacie skupiają wzrok na niej. Wyjątkowość fresku polega na ukazaniu ogromnego bólu i żalu na twarzach wszystkich zebranych w różny sposób: grymas bólu stojącego z prawej strony Nikodema, Jan z rozpaczy odrzucający ramiona do tyłu, Maria Magdalena przygarbiona, płacząca i obejmująca nogi Jezusa. Najwięcej bólu można zaobserwować w relacji Marii i Chrystusa. Ich twarze są bardzo blisko, wzrok matki szuka wzroku zmarłego syna. To na nich stykają się wszystkie linie kompozycji fresku. Dużą innowacyjnością jest ukazanie dwóch kobiet siedzących tyłem do widza. Waldemar Łysiak pisał: 

(...) dwie skulone plecami do widza, beztwarzowe postacie, których ból (ból tych milczących, zgarbionych pleców i tej anonimowości) ma ciężar większy niż ból figur o twarzach pełnych łez i grymasów cierpienia.

Nad sceną opłakiwania, na niebieskim tle, unoszą się w bezładzie małe aniołki. Zostały przedstawione w znacznym skrócie perspektywicznym co nadaje wrażenie zawieszenia ich w locie. Twarze aniołów przepełnione są cierpieniem a ich gesty mają cechy ludzkie; jeden wyciera łzy własną szatą, drugi rozpościera skrzydła i ramiona czym wyraża swą rozpacz, trzeci wznosi twarz ku niebu wydając krzyk rozpaczy, jeszcze inne zakrywają dłońmi twarz.